# Jorge Ivan del Valle
Jorge Iván Agudelo (Tuluá, Valle del Cauca, 10 de agosto de 1991) es un activista de derechos humanos, nadador de aguas abiertas y diseñador gráfico colombiano. Actualmente es el primer colombiano en cruzar a nado el canal Santa Catalina y el canal Kaiwi .

## Biografía
En medio de unas vacaciones recreativas con sus padres a la edad de 4 años, su profesor de Natación descubrió su afinidad con el Agua, esta desapercibida hasta entonces por  ellos, cambiando el fútbol por la natación. Desde temprana edad su madre lo inscribió en las modalidades de nado de espalda y estilo libre, ganando algunas medallas nacionales y regionales, actividades que tuvo que reducir a los 16 años para estudiar diseño gráfico en la Universidad del Área Andina de la ciudad de Pereira, y luego en la Universidad Autónoma. de Cali . A raíz de sus polémicas opiniones contra el Gobierno de Iván Duque y la administración de los dineros del deporte público, se le cancelaron varios patrocinios, lo que llevó a Agudelo a realizar varias campañas basadas en sus redes sociales para financiar sus actividades deportivas, muchas de estas requiriendo viajes al extranjero. Agudelo organizó varias campañas para autofinanciar sus concursos, incluida la venta de manillas y cojines por Internet. En este último propósito contó con el apoyo de su abuela Rosita quien hizo los cojines. Este último mencionado en el desarrollo del campeonato Master Sudamericano de Argentina en 2019, competencia donde fue campeón. Dos años más tarde obtuvo una medalla de bronce y una de plata en Estados Unidos en la categoría Masters of Swimming. Junto a su abuela abrió la Fundación Rosita para ayudar a los jóvenes afectados por el conflicto armado.

## Triple Corona de Aguas Abiertas

### Contexto
Después de haber sido exiliado de Colombia, se instaló en la ciudad de San Francisco, donde anunció su continuidad en la actividad deportiva con su aspiración de alcanzar la Triple Corona de Natación en Aguas Abiertas, reconocimiento al que se puede acceder finalizando en cruzar a nado de El Canal de la Mancha, La Isla de Santa Catalina (California), y la Isla de Manhattan, recorridos con longitudes de 33,7 kilómetros, 32,5 kilómetros y 48,5 km respectivamente, sin incluir las olas que alargan las distancias.
Actualmente, también se encuentra entrenando para participar en el desafío Oceans Seven challenge.

### Primera corona
Según el portal KienyKe.com Agudelo es el primer colombiano en cruzar a nado el Canal Catalina, donde recorrió unos 34 km continuos, contando con la supervisión y acompañamiento de la entrenadora Nora Toledano, la primera mujer latinoamericana en cruzar los 7 mares nadando.

### Segunda Corona
Un mes después de obtener su primera corona, el 28 de agosto de 2022, cruzó la isla de Manhattan, al pasar por debajo de los 20 puentes de la ciudad de Nueva York tras 8 horas, 20 minutos y un recorrido de más de 50 kilómetros

## Amenazas de muerte
Según varios medios, Jorge Iván pudo ser víctima de agresiones físicas y amenazas de muerte contra su vida y la de su madre cuando regresaba en horas de la noche a su casa en Tuluá. Bajo esta situación abandonó el país, trasladándose a Estados Unidos donde continúa su actividad deportiva y activismo deportivo.

## Controversias
Durante los Juegos Nacionales 2019 realizados en el complejo acuático de Cartagena, fue expulsado por la fuerza pública por erigir una pancarta con mensajes de apoyo al paro nacional, al tiempo que criticaba la administración de los recursos deportivos y el poco apoyo de sus dirigentes a los deportistas emergentes, calificando su gestión de bastante negligente .
Episodios como este eran frecuentes en sus competencias o eventos, donde expresaba su descontento con el desempeño de la dirigencia deportiva en el Gobierno de Iván Duque. Aparentemente, estos eventos provocaron la pérdida de sus patrocinadores.
Jorge Iván también denunció supuestas conductas de hostigamiento y corrupción al interior de la Federación Colombiana de Natación, sin que a la fecha se hayan concretado tales denuncias públicas.